# Eva Rundlöf
Eva Sofia Rundlöf, född 21 april 1910 i Stocksund, Danderyds socken, Stockholms län, död 1989, var en svensk målare och tecknare. 
Hon var dotter till ingenjören Erik Rundlöf och Lisa Blomqvist. Rundlöf studerade vid Otte Skölds målarskola 1929 och vid Konsthögskolan i Stockholm 1930–1943 där hon tilldelades den hertigliga medaljen 1934. Hon fortsatte sina studier vid Académie Julian i Paris 1947 och under ett stort antal studieresor bland annat till Nederländerna, Spanien och Italien. Separat ställde hon ut på bland annat Fahlcrantz konstsalong 1936, Galerie Moderne 1947 och på Modern konst i hemmiljö 1954. Tillsammans med Sigurd Möller och Siri Rathsman ställde hon ut på Thurestams konstsalong 1943 och på Svensk-franska konstgalleriet 1944 samt tillsammans med Torbjörn Zetterholm i Eskilstuna 1958. Hon medverkade i Nationalmuseums utställning Unga tecknare 1942 och i några av Sveriges allmänna konstförenings salonger i Stockholm samt vandringsutställningar arrangerade av Folkrörelsernas konstfrämjande och i grupputställningarna Sörmländska konstnärer, Sörmlandssalongen och Nyköpingssalongen. Hennes konst består av figurkompositioner, porträtt, stadsbilder och landskap utförda i olja eller blyerts. Rundlöf är representerad vid Moderna museet, Norrköpings konstmuseum, Eskilstuna konstmuseum och Folkets hus i Oxelösund.